# Suoppanjunni
Suoppanjunni är en kulle i Finland. Den ligger i Utsjoki kommun i landskapet Lappland, i den norra delen av landet, 1 100 km norr om huvudstaden Helsingfors. Toppen på Suoppanjunni är 300 meter över havet.
Terrängen runt Suoppanjunni är kuperad västerut, men österut är den platt.  Trakten runt Suoppanjunni är nära nog obefolkad, med mindre än två invånare per kvadratkilometer. Omgivningarna runt Suoppanjunni är i huvudsak ett öppet busklandskap.